# 張允隨
張允隨（1693年—1751年），字觐臣，号时斋，汉军镶黄旗人，清朝大臣。
康熙末年捐光禄寺典簿，雍正初年为楚雄府知府，張允隨被云贵总督鄂尔泰赏识，推荐他为云南巡抚。主持云南铜厂矿务，产铜大增，足够铸钱，朝廷停购洋铜。乾隆二年（1737年），署理云贵总督，当时为大规模改土归流之后，張允隨整顿吏治，兴建学校，疏浚金沙江和洱海。乾隆十五年（1750年）正月，张允随被乾隆帝授为东阁大学士。十六年（1751年）三月张允随去世，谥号文和。

## 延伸阅读
[在维基数据编辑]
 《清史稿/卷307》，出自趙爾巽《清史稿》